# Воронежская городская электричка
Воронежская городская электричка — вид общественного транспорта в Воронеже, действовавшего с 22 апреля 2013 года по май 2015 года. Управлялась компанией ОАО «ППК „Черноземье“».
В связи с закрытием Воронежского трамвая стали обсуждаться вопросы создания нового общественного транспорта. В качестве альтернатив выступали проекты скоростного трамвая и лёгкого метро. В частности, в генеральном плане города для строительства лёгкого метро, предполагалось использовать уже существующие железнодорожные пути и трассы. Вопрос о том, что в черте города пустят электричку периодически поднимался и обсуждался в 2000-е.
22 апреля 2013 года было запущено движение по маршруту Подклетное — Воронеж I. Первоначально было объявлено о трёх остановках, однако в связи с обращениями граждан на сайте и по телефону было решено добавить остановки на остановочных пунктах 236 км и 239 км, расположенных по пути маршрута. Электричка связала удалённые микрорайоны города Воронежа: Придонской, Труд и Западный Посёлок (административно относятся к Советскому району) с Центральным районом города, тем самым разгрузив загруженные в час пик улицы 9 Января, проспект Труда, частично Московский проспект, Плехановскую и Кольцовскую.
С 26 мая 2013 года, маршрут пригородного поезда был продлён от станции Латная, с остановкой в Семилуках. Для удобства пассажиров рассматривался вопрос о назначении дополнительных автобусов для подвоза жителей микрорайонов Новый и Придонской на железнодорожную станцию Подклетное ко времени отправления электрички. Ей предполагалась возможность оформления билетов на «городскую электричку» прямо в автобусе. Однако реализовано это не было.
Стоимость проезда составляла 12 рублей, школьникам и студентам была доступна скидка в размере 50 %.
После прибытия на конечную станцию состав следовал графиком поезда № 6632, сообщением Воронеж I — Анна.
Проект для города являлся пилотным. В случае успеха рассматривалась возможность введения других маршрутов, в том числе до станции Масловка (через Отрожку и Придачу) для связи центра города с ещё одним отдалённым индустриальным микрорайоном Воронежа Масловкой.